# 鳞苔蛾属
鳞苔蛾属（学名：Neoblavia）为裳蛾科的一个属。

## 下属物种
本属包括以下物种：
- 鳞苔蛾 Neoblavia scoteola Hampson, 1900